# Neki Adipi
Neki Adipi né le 15 mai 1984 à Cayenne (Guyane) est un footballeur français international guyanais. Il évolue au poste d'attaquant avec l'Avoine OCC en CFA 2 et la sélection de la Guyane.

## Biographie
Le 2 janvier 2013, Adipi quitte le Sablé FC et la CFA 2 après une demi-saison pour Les Herbiers et jouer la montée en National.